# Copa das Nações de Beach Soccer de 2013
A Copa das Nações de Beach Soccer de 2013 é a segunda edição da Copa das Nações de Beach Soccer. Foi realizada em Janeiro de 2013 nas areias da praia do Gonzaga, em Santos-SP.

## Regulamento
A Copa das Nações de Beach Soccer é disputada em turno único, com três rodadas onde todos os países se enfrentam e o campeão será aquele que somar mais pontos.

## Equipes Participantes
- Brasil
- Holanda
- México
- Suíça

## Tabela
Sexta-feira (dia 25 de janeiro de 2013)
- 15h30 - Jogo 1 - Holanda x Suíça (Sportv)
- 16h30 - Jogo 2 - México x Brasil (Sportv)

Sábado (dia 26 de janeiro de 2013)
- 10h - Jogo 3 - Vencedor Jogo 1 x Perdedor Jogo 2 (Sportv)
- 11h30min - Jogo 4 - Vencedor Jogo 2 x Perdedor do Jogo 1 (Sportv)

Domingo (dia 27 de janeiro de 2013)
- 8h - Jogo 5 - Perdedor Jogo 1 x Perdedor Jogo 2
- 10h - Jogo 6 - Vencedor Jogo 1 x Vencedor Jogo 2 (TV Globo)

## Partidas
1a Rodada
- 1o Jogo

| 25 de Janeiro, de 2013 | Suíça | 5 – 4     | Holanda | Arena montada na Praia do Gonzaga, Santos-SP Público: |
|                        |       | Relatório |         |                                                       |

| Suíça | Holanda |

- 2o Jogo

| 25 de Janeiro, de 2013 | Brasil | 5 – 2     | México | Arena montada na Praia do Gonzaga, Santos-SP Público: |
|                        |        | Relatório |        |                                                       |

| Brasil | México |

2a rodada
- 1o Jogo

| 26 de Janeiro, de 2013 | Brasil | 8 – 0     | Holanda | Arena montada na Praia do Gonzaga, Santos-SP Público: |
|                        |        | Relatório |         |                                                       |

| Brasil | Holanda |

- 2o Jogo

| 26 de Janeiro, de 2013 | México | 0 (8) – 0 (7) | Suíça | Arena montada na Praia do Gonzaga, Santos-SP Público: |
|                        |        | Relatório     |       |                                                       |

| México | Suíça |

3a rodada
- 1o Jogo

| 27 de Janeiro, de 2013 | México | 0 - 1                 | Holanda | Arena montada na Praia do Gonzaga, Santos-SP Público: |
|                        |        | Relatório (em inglês) |         |                                                       |

| México | Holanda |

- 2o Jogo

| 27 de Janeiro, de 2013 | Brasil | 6 - 4     | Suíça | Arena montada na Praia do Gonzaga, Santos-SP Público: |
|                        |        | Relatório |       |                                                       |

| Brasil | Suíça |

## Classificação Final
Notas (pontuação)
- Vitória no tempo normal garante ao vencedor 3 pontos.
- Vitória na prorrogação ou nos penaltis garante ao vencedor 2 pontos.
- Derrota na prorrogação ou nos penaltis garante ao perdedor 1 ponto.
- Derrota no tempo normal garante ao perdedor 0 pontos.

## Premiação
- Melhor Goleiro: Leandro Fanta
- Melhor jogador: Daniel Zidane
- Artilheiro - Bruno Xavier (seis gols)

## Campeão
| Copa das Nações de Beach Soccer de 2013                              |
| Brasil                                                               |
| -------------------------------------------------------------------- |
| Seleção Brasileira de Futebol de Areia Masculino Campeão (2º título) |